# Брукман Марк Борисович
Брукман Марк Борисович (Мордух Беркович) — народився 18 (6) березня 1884 в Бешенковичах Лепельського повіту (нині Вітебська область Білорусі) — помер 9 лютого 1929 року в Полтаві — український і російський живописець-портретист та плакатист, Герой праці (1926).

## З життєпису
Навчався в Одеському художньому училищі, Петербурзькій академії мистецтв (1915—1917).
З 1905 мешкав у Полтаві.
Його пензлеві належать наступні твори :
- плакати («Григорій Сковорода», 1919), та ін.
- портрет І.Ризенка — 1926,

портрети художників :
- Соломона Розенбаума — 1928,
- Павла Горобця — 1928,
- Юхима Михайлова — 1928,
- Ф. Литвиненка — 1929.